# Андрушівка (станція)
Андрушівка — закрита залізнична станція 5-го класу Козятинської дирекції Південно-Західної залізниці на відгалуженій лінії від станції Брівки на дільниці Козятин I — Фастів I (завдовжки 22 км). Розташована у місті Андрушівка Бердичівського району Житомирської області.

## Історія
Станція відкрита 1926 року, проте залізниця, на якій розташована станція, була збудована ще у 1910-х роках за типовим проєктом, про що свідчить архітектурний стиль збережених будівель залізничної станції, водонапірної башти та депо.
У 2025 році станція закрита.